# Sandusky (Indiana)
Pour les articles homonymes, voir Sandusky.
Sandusky est une communauté non incorporée située dans le comté de Decatur, dans l’État de l’Indiana, aux États-Unis.

## Histoire
Sandusky a été établie en 1882 le long du chemin de fer qui la traverse. Sandusky a probablement été nommée d’après la ville de Sandusky, dans l’Ohio. Un bureau de poste a ouvert en 1882 avant d’être fermé en 1905.

### Source
- (en) Cet article est partiellement ou en totalité issu de l’article de Wikipédia en anglais intitulé « Sandusky, Indiana » (voir la liste des auteurs).

1. ↑  (en) Lewis Albert Harding, History of Decatur County, Indiana : Its People, Industries and Institutions, B.F. Bowen, 1915, 139 p. (lire en ligne).
2. ↑  ,(en) Ronald L. Baker, From Needmore to Prosperity : Hoosier Place Names in Folklore and History, Indiana University Press, octobre 1995, 371 p. (ISBN 978-0-253-32866-3, lire en ligne), p. 293
« The name probably comes from the city...in Ohio. »
.
3. ↑  (en) « Decatur County », Jim Forte Postal History (consulté le 3 septembre 2014).